# ۴ای‌دی
4AD یک ناشر مستقل موسیقی بریتانیایی است که در سال ۱۹۷۹ توسط ایوو واتز-راسل و Peter Kent افتتاح شد و در ابتدا توسط Beggars Banquet Records تأمین بودجه می‌شد. از جمله هنرمندان معروفی که آثار خود را با این ناشر منتشر کرده‌اند، می‌توان به پیکسیز اشاره کرد.